# Sidi M'Hamed Chelh
Sidi M Hamed Chelh (franska: Sidi M Hamed Chelh (CR), Sidi M Hamed Chelh (Commune Rurale), arabiska: بير الطالب) är en kommun i Marocko.   Den ligger i provinsen Sidi Kacem och regionen Rabat-Salé-Kénitra, i den norra delen av landet, 110 km nordost om huvudstaden Rabat. Antalet invånare är 7 382.